# حیدرآباد (صدرک)
حیدرآباد (به لاتین: Heydərabad) یک شهرک در جمهوری آذربایجان است که در شهرستان صدرک از توابع جمهوری خودمختار نخجوان است. این شهرک پیش از جنگ قره‌باغ دارای راه جاده‌ای و ریلی با دهکده ارمنی‌نشین یراسخ در آن سوی مرز داشت. این شهرک بر اساس سرشماری سال ۲۰۱۳ میلادی، ۲۰۰۰ نفر جمعیت دارد. این شهرک غربی‌ترین شهرک در جمهوری آذربایجان است.

## تاریخچه
این شهرک در دهه ۱۹۷۰ میلادی به پیشنهاد و تصمیم حیدر علی‌اف رئیس جمهوری سابق جمهوری آذربایجان تأسیس شد. با فرمان مجمع عالی نخجوان شوروی در تاریخ ۲۳ مارس ۲۰۰۰ این شهرک از روستای صدرک در مجاورت آن جدا شد و به یک واحد اداری مستقل و شهرک تبدیل شد. این شهرک به دلیل قرارگرفتن در ناحیه مرزی، چندین بار به‌دست نیروهای ارمنستان تیرباران شد؛ همچنین در سال ۱۹۹۲ توسط حملات توپخانه‌ای آسیب شدیدی دید و ساکنان آن ناچار به پناهنده‌شدن به روستای صدرک و سایر روستاهای تابع نخجوان شدند.
این شهرک میان سال‌های ۱۹۹۷ تا ۱۹۹۸ بازسازی شد. ساختمان‌های اداری جدید و تأسیسات عمومی، مراکز خرید، بیمارستان و مرکز درمانی از جمله کارهای ساخت و ساز و بازسازی بودند که توسط دولت جمهوری آذربایجان صورت گرفت. همچنین ۷۵ ساختمان مسکونی آسیب‌دیده در جنگ با ارامنه هم بازسازی و مرمت شد. در سالروز درگذشت حیدر علی‌اف پیشنهاد شد تا نام این شهرک به حیدرآباد تغییر پیدا کند. در این منطقه یک ایستگاه فرعی ۳۵/۱۰ کیلوولت نصب شد. یک ایستگاه پمپاژ آب برای هدایت آب زیرزمینی از چشمه بلاغ باشی (Bulaqbaşı) به شهرک ساخته شده است. خطوط برق نیز به این شهرک برق‌رسانی می‌کنند. در این شهرک کارخانه شراب‌سازی، بیمارستان، مدارس ابتدایی و دبیرستان، بیمارستان و... نیز وجود دارند.